# UB40
 (avril 2017).
Si vous disposez d'ouvrages ou d'articles de référence ou si vous connaissez des sites web de qualité traitant du thème abordé ici, merci de compléter l'article en donnant les références utiles à sa vérifiabilité et en les liant à la section « Notes et références ».
UB40 est un groupe britannique de reggae fondé en 1978 à Birmingham (Angleterre).
Les membres du groupe apportent diverses influences : irlandaises, galloises, écossaises, yéménites, africaines et jamaïcaines.
Le nom du groupe fait référence au formulaire britannique de demande des droits au chômage (Unemployment Benefits, Form 40). Un ami leur suggéra ce nom car les 8 membres étaient inscrits au chômage quand ils décidèrent de fonder le groupe.
Parmi leurs succès, on trouve Kingston Town (reprise de Lord Creator (en)), la reprise de I'll Be Your Baby Tonight de Bob Dylan ou encore Red Red Wine écrit par Neil Diamond en 1968. UB40 est un des groupes les plus prolifiques de la deuxième moitié du XXe siècle, avec plus de 100 millions de disques vendus.

## Histoire
UB40 a été influencé par les soirées blues que les membres fréquentaient pendant leur adolescence, et conjointement déterminé par le ska et le reggae qui ont inspiré les chansons King, Madam Medusa, Food for Thought, Signing Off and One in Ten.
Ali, Duncan et Robin Campbell sont les fils du chanteur folk écossais Ian Campbell.
Le groupe a acheté ses premiers instruments avec l'argent reçu par Ali Campbell en tant que dédommagement après une bagarre dans un bar. Ils ont répété durant 6 mois dans une cave avant de se produire en public dans un pub de Birmingham le 9 février 1979. Ils ont commencé en faisant la première partie des Pretenders, durant leur tournée en Angleterre. Leur premier LP Signing Off est un disque auto-produit, une première dans l'histoire de l'industrie discographique britannique. La majorité de leurs chansons est par la suite inspirée du ska des années 1960.
Parmi les artistes avec lesquels UB40 a collaboré : Robert Palmer, Pato Banton, Bitty McLean, Chrissie Hynde, Nuttea, Alpha Blondy  et Afrika Bambaataa.

## Tournées
UB40 est aussi l'un des tous premiers groupes occidentaux à avoir effectué une tournée en Union des républiques socialistes soviétiques en 1987.
Le groupe a effectué en 2009 une tournée en Irlande et au Royaume-uni pour présenter les nouvelles chansons de "Labour Of Love 4" accompagné de Duncan Campbell ainsi que du nouveau membre Tony Mullings aux claviers. Ce nouvel album est sorti le 8 février 2010.
Le groupe s'est produit sur scène en septembre 2010 aux États-Unis, au début d'une tournée entamée à San Francisco, qui passera par Los Angeles et se terminera à New York le 11 octobre 2010. 2010 coïncide également avec le 30e anniversaire de l'album des débuts Signing Off, le groupe débute alors une tournée spéciale fin octobre au Royaume-Uni, jouant l'ensemble de l'album lors de ces concerts.
Au début de 2012, une tournée des pays nordiques européens a eu lieu en Lettonie, Danemark, Finlande, Suède, Norvège et Hollande, dont un concert la salle Paradiso à Amsterdam. La ferveur de cette tournée fut telle que les concerts se sont tous déroulés à guichets fermés. La tournée se poursuit en Espagne et finit mi-février en Lituanie et surtout en Russie, avec le 1er concert à Moscou du groupe depuis 1986 et leur tour UB40 CCCP.
Ils entament ensuite une tournée dans tout le Royaume-Uni pour promouvoir leur dernier album Getting Over The Storm, avec une tournée sold-out triomphante comprenant six dates françaises en mars 2015, elles aussi à guichets fermés.
UB40 poursuit l'année 2015 avec une dizaine de concerts en Australie en novembre 2015, suivis d'une vingtaine de villes en Angleterre pour boucler sa tournée.
2021 a vu le départ à la retraite de Duncan Campbell, chanteur principal et membre de longue date du groupe qui a annoncé sa retraite de UB40 afin de se concentrer sur son rétablissement après un accident vasculaire cérébral suivi d'une crise qu'il avait subie. À la suite de cela, UB40 a annoncé Matt Doyle comme leur nouveau chanteur principal. En 2019, la voix principale de Doyle figure sur le morceau « You Don't Call Anymore » du nouvel album de collaborations d'UB40, Bigga Baggariddum, qui est sorti le 25 juin 2021. Le guitariste et chanteur de UB40, Robin Campbell, a déclaré : " Matt a déjà démontré sa capacité et sa compatibilité avec le groupe sur notre dernier album Bigga Baggariddim avec le morceau« You Don't Call Anymore ». C'est un jeune homme talentueux avec une voix et un style de chant qui s'avéreront être un bon choix et un grand atout pour le groupe. Et en plus de tout ça, c'est aussi un gars sympa". Il est également le neveu du membre fondateur, Norman Lamont Hassan.
Le 22 août 2021 a apporté la nouvelle dévastatrice que le camarade d'UB40, frère, membre fondateur d'UB40 et légende musicale, Brian Travers était décédé après une bataille héroïque de trois ans contre le cancer. Robin Campbell a déclaré: "UB40 ne serait pas, sans la contribution de son membre le plus grégaire, du parolier le plus prolifique et de l'extraordinaire brassmaster mercurial. Son immense talent, son énergie infatigable et son engagement tenace envers le groupe sont totalement irremplaçables. Bien sûr, nous continuerons, mais il y a un trou géant en forme de Brian dans UB40 qui ne pourra jamais être comblé et il nous manquera à jamais".
La tournée à travers l'Europe durant l'année 2022 (Angleterre, Belgique, Pays-Bas, Suède) arrive et est un grand succès. Plus tard dans cette même année, une grande tournée aux États-Unis se profile ainsi que l'Australie et Nouvelle-Zélande pour les premiers jours de 2023.

## Engagement
À travers ses chansons et ses prises de position, UB40 dénonce inlassablement le racisme, le chômage, le néolibéralisme anti-social des années Thatcher ou encore toute politique étrangère de domination : impérialisme et néo-colonialisme.
Le groupe a par ailleurs toujours refusé de se produire en Afrique du Sud durant l'Apartheid, et ce malgré les millions de disques vendus dans ce pays.

## Composition du groupe
- Ali Campbell (guitare, chant principal jusqu'en 2008)
- Jimmy Brown (batterie)
- Robin Campbell (guitare principale, chant)
- Earl Falconer (guitare basse, chant)
- Norman Hassan (percussions, trombone)
- Brian Travers (saxophones ; mort en 2021)
- Mickey Virtue (claviers)
- Terence Wilson dit Astro (tambourins jusqu'en 2013 ; mort le 6 novembre 2021[4])
- Pablo Falconer (producteur ; mort en 1988)
- Duncan Campbell (chant jusqu'en 2021)
- Tony Mullings (claviers, depuis 2008)
- Laurence Parry (trompette depuis 1994)
- Martin Meredith (saxophone depuis 1997)

- Matt Doyle (chant depuis 2019)

Après quasiment 30 ans de vie musicale commune, le chanteur Ali Campbell a quitté le groupe en janvier 2008, rejoint peu après par Mickey Virtue, le pianiste du groupe (et beau-frère d'Ali) et en 2014, par Terence Wilson alias « Astro ».

## Discographie
- 1980 : Signing Off
- 1981 : Present Arms
- 1981 : Present Arms in Dub
- 1982 : UB44
- 1983 : UB40 Live
- 1983 : Labour of Love
- 1984 : Geffery Morgan
- 1985 : Baggariddim
- 1986 : Rat in the Kitchen
- 1987 : UB40 CCCP: Live in Moscow
- 1987 : The Best of UB40 - Volume One
- 1988 : UB40
- 1989 : Labour of Love II
- 1993 : Promises and Lies
- 1995 : The Best of UB40 - Volume Two
- 1997 : Guns in the Ghetto
- 1998 : UB40 Present the Dancehall Album (1998)
- 1998 : Labour of Love III
- 2000 : The Very Best of UB40
- 2001 : Cover Up
- 2003 : Homegrown
- 2005 : Who You Fighting For ?
- 2007 : Live At Montreux 2002
- 2008 : TwentyFourSeven
- 2008 : The Lost Tapes : Live At The Venue 1980
- 2009 : Best of Labour of Love
- 2010 : Labour of Love IV
- 2013 : Getting Over The Storm
- 2019 : For the Many
- 2021 : Bigga Baggariddim
- 2021 : UB40 AT40 Live In Birmingham
- 2023 : UB40 Baloise session 2023
- 2024 : UB40 - UB45

## Musiques de film
- Sliver
- À tombeau ouvert
- Speed 2 : Cap sur le danger
- Nos jours heureux
- L'Ultime Souper